# فيرخنيي سيرغي
فيركنيي سيرغي (بالروسية: Верхние Серги) هي مدينة في مقاطعة سفيردلوفسك أوبلاست في روسيا.
يبلغ عدد سكانها حوالي 6372 نسمة.